# L'agente speciale Pinkerton
L'agente speciale Pinkerton (Rage at Dawn) è un film del 1955 diretto da Tim Whelan, e interpretato da Randolph Scott e Forrest Tucker.

## Trama
Indiana, 1866, la banda dei fratelli Reno compie i propri crimini indisturbata grazie anche alla presenza di ufficiali corrotti. Per fermare la banda sarà chiamato un agente della famosa agenzia Pinkerton, James Barlow, che riuscirà a catturare la banda fingendo un colpo ad un treno.
La nascita di un sentimento inaspettato tra Barlow e Laura Reno, sorella dei componenti della banda, e l'assalto in carcere dove sono detenuti i criminali da parte di alcune persone, porterà ad un finale inaspettato.